# سیارک ۷۱۱۵
سیارک ۷۱۱۵ (به انگلیسی: 7115 Franciscuszeno، نامگذاری:1986WO7) هفت هزار و صد و پانزدهمین سیارک کشف شده‌است که در ۲۹ نوامبر ۱۹۸۶ کشف شد.
قدر مطلق سیارک برابر ۱۳٫۳۰ است.